# Cesar Soto
Cesar Soto est un boxeur mexicain né le 17 septembre 1971 à Ciudad Lerdo.

## Carrière
Passé professionnel en 1986, il devient champion du monde des poids plumes WBC le 15 mai 1999 après sa victoire contre Luisito Espinosa. Soto cède son titre dès le combat suivant en s'inclinant aux points contre Naseem Hamed, champion WBO de la catégorie, le 22 octobre 1999. Il met un terme à sa carrière en 2011 sur un bilan de 63 victoires, 24 défaites et 3 matchs nuls.

## Référence
1. ↑  (en) Naseem Hamed vs. Cesar Soto (boxrec.com)